# 長谷川たか子
長谷川 たか子（はせがわ たかこ、1951年（昭和26年）1月1日 - ）は、日本の体操選手である。

## 経歴・人物
日本体育大学在学中の1972年にミュンヘンオリンピックに出場した。同年、全日本体操競技選手権大会個人総合で優勝した。